# 苤藍
苤藍（Brassica oleracea L. var. gongylodes L.），又稱球莖甘藍、擘藍，俗稱撇藍、芥藍头、結頭菜、大頭菜、玉蔓菁等等，是十字花科蕓苔屬下的一種蔬菜。以其膨大的肉质球茎为主要食用部位，球茎脆嫩清香爽口，适宜凉拌鲜食或是打汁，亦可做成醬菜、脆菜干，嫩叶可食，适宜凉拌、炒食和作汤等。種子油亦可食用。

## 球莖甘藍
苤藍由野生種甘藍菜變種而來，莖部肥大如球，且葉片、葉梗、葉胍、葉筋葉形都似甘藍菜，所以名為「球莖甘藍」。依莖球皮色分白綠種、青綠種及紫色種。

## 營養價值
苤藍含有丰富的维生素，具增强人体免疫功能、促进胃肠溃疡愈合、止痛生肌等等作用。因含微量元素钼，能抑制亚硝酸胺之合成，所以也具有一定的防癌抗癌作用。此外因含大量水分與膳食纤维，可宽肠通便，防治便秘。

## 圖片

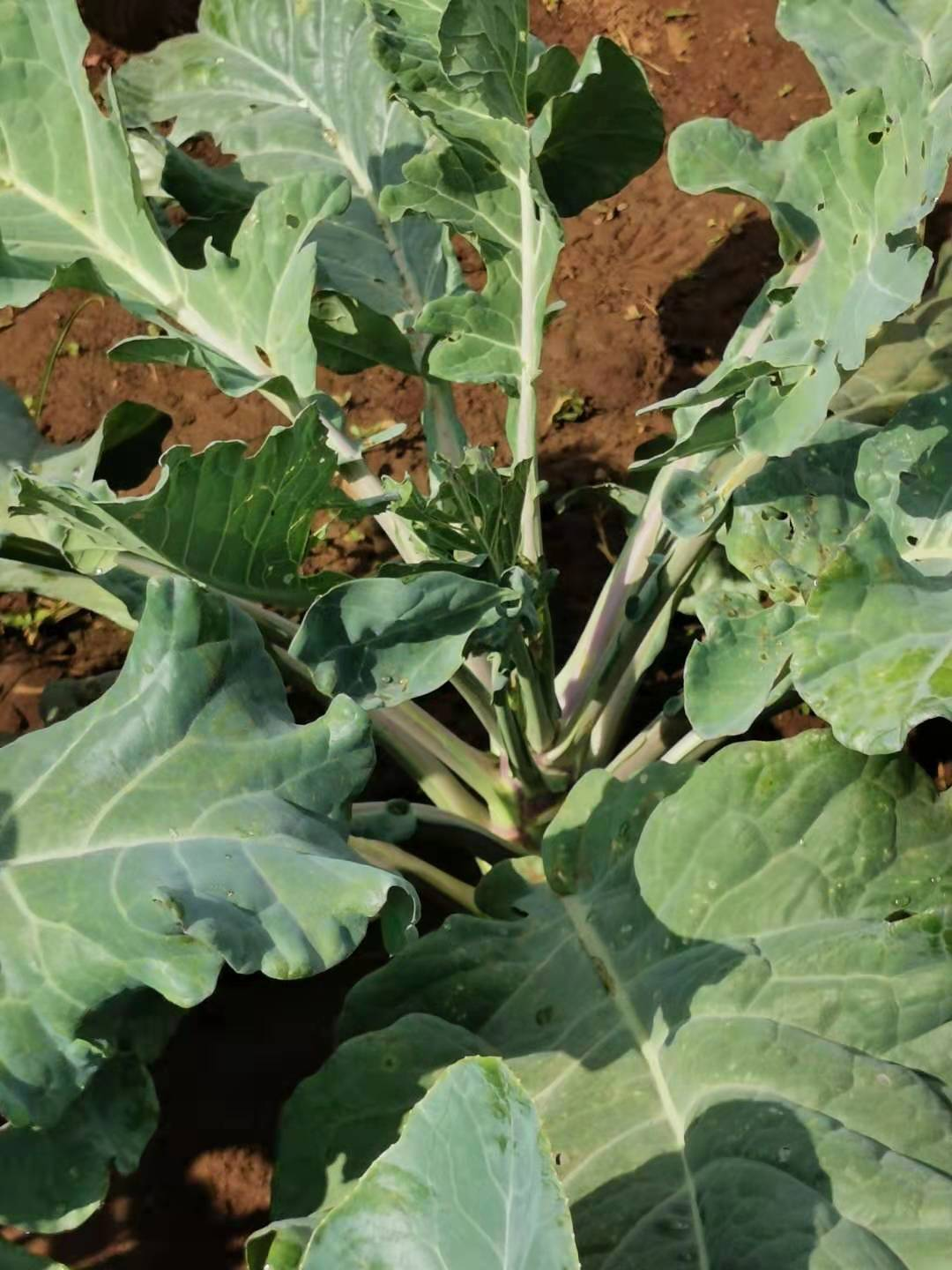
紫色苤藍
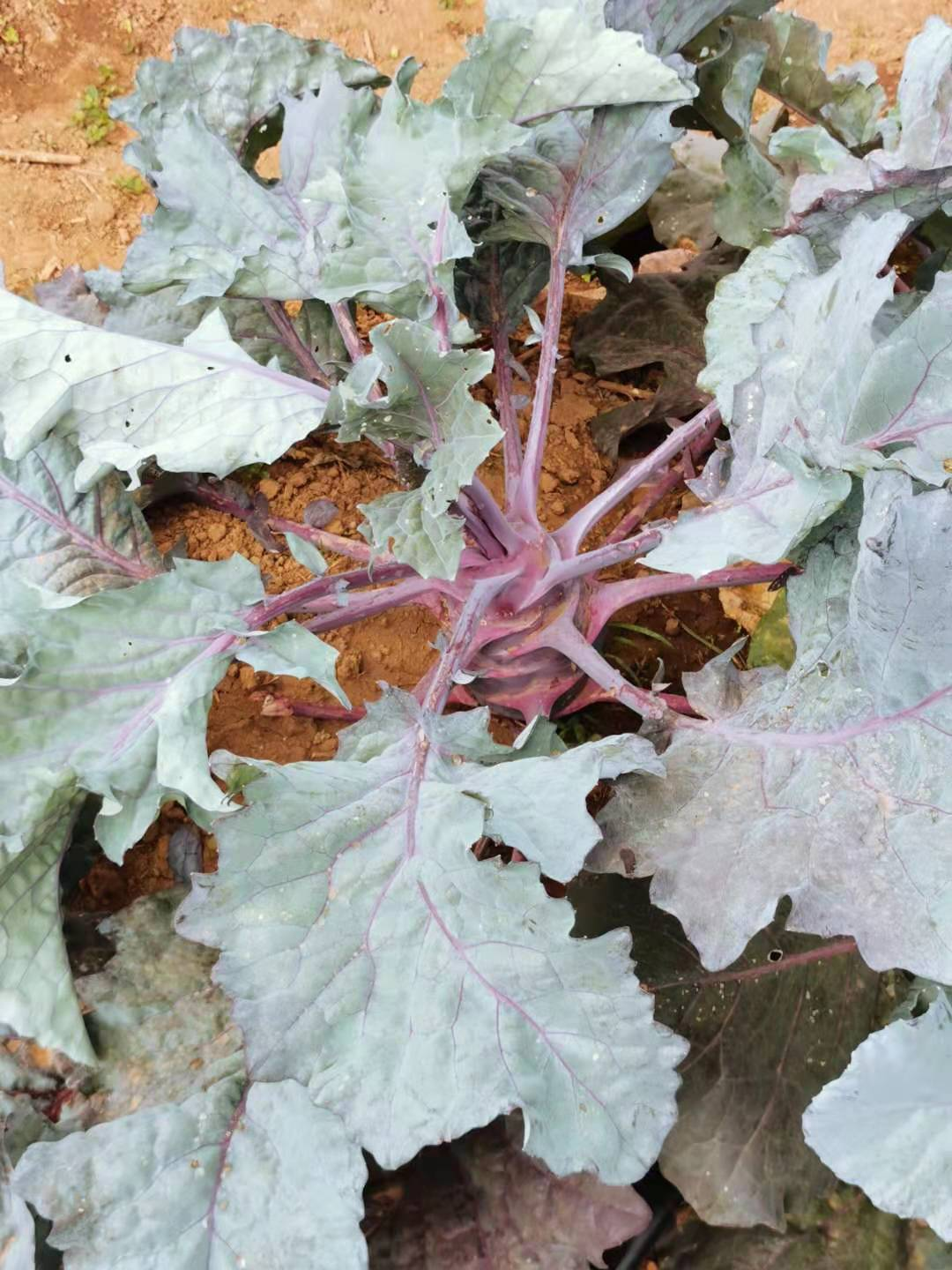
紫色苤藍
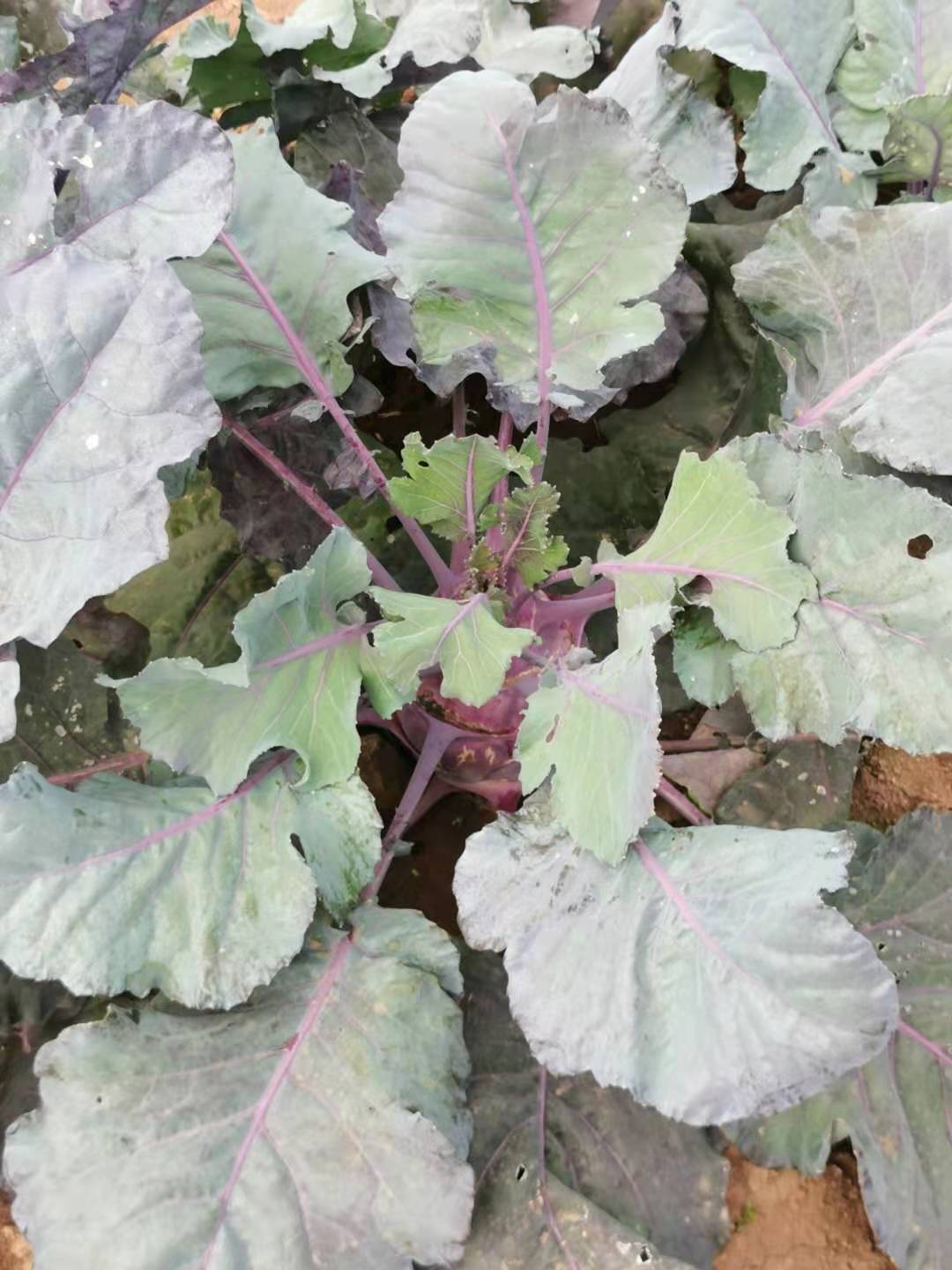
紫色苤藍